# Maria Lisa
‘Maria Lisa’ est un cultivar de rosier-liane obtenu en 1925 par le frère augustin Alfons Brümmer et donné parmi d'autres variétés à l'Europa-Rosarium de Sangerhausen pour examen. En 1936, le rosier 'Maria Lisa' a été mis sur le marché par Liebau. Il porte aussi le nom de 'Maria Liesa'. Maria et Liesa étaient deux femmes qui travaillaient au couvent de frère Alfons à Germershausen (en Basse-Saxe).

## Description

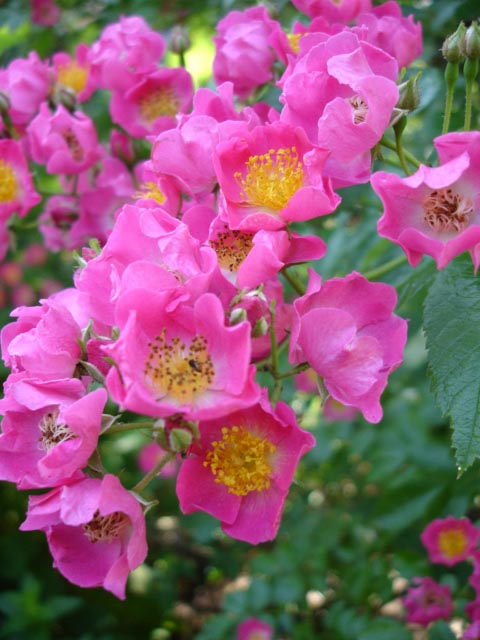
Fleurs de 'Maria Lisa' en Suède.

‘Maria Lisa’ fleurit en juin-juillet de manière extrêmement généreuse. Ses innombrables petites fleurs semi-doubles (4-8 pétales) peu parfumées de 3 cm de diamètre sont rose foncé ou rouge cerise au cœur blanc, fleurissant en bouquets de vingt à soixante fleurs qui attirent les abeilles. En automne, de nombreux cynorhodons rouge corail se forment. En tant que rosier grimpant, il peut atteindre 4 m de haut s'il est palissé, s'il grimpe dans un arbre ou s'il couvre un mur. Son feuillage est sombre et mat. Ses rameaux sont presque inermes. Il accepte la mi-ombre.

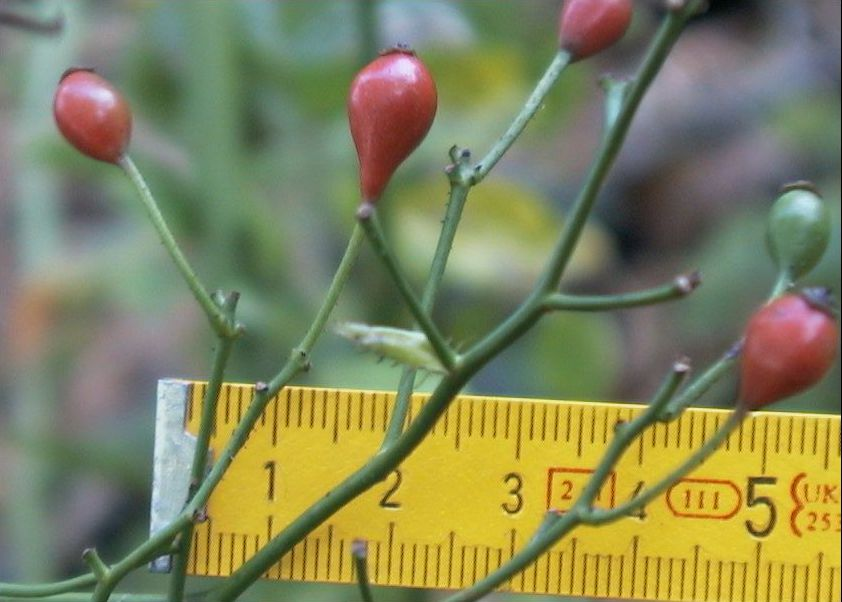
Fruits de ‘Maria Lisa’

Ce cultivar fort robuste et à la croissance rapide est fameux pour sa résistance au froid jusqu'à - 29° (zone de rusticité 5b). Il remporte depuis près d'un siècle un grand succès dans les pays nordiques, en Allemagne, aux États-Unis et au Canada et depuis une vingtaine d'années en Russie et en Europe de l'Est. Il est très présent aussi au Royaume-Uni et fort apprécié ailleurs.
On peut l'admirer à la roseraie de Schiltigheim en Alsace.